# Campeonato Europeu de Ginástica Artística de 1985
O Campeonato Europeu de Ginástica Artística de 1985 teve suas competições femininas realizadas em Helsinque, Finlândia, e as masculinas em Oslo, Noruega.

## Eventos
- Individual geral masculino
- Solo masculino
- Barra fixa
- Barras paralelas
- Cavalo com alças
- Argolas
- Salto sobre a mesa masculino
- Individual geral feminino
- Trave
- Solo feminino
- Barras assimétricas
- Salto sobre a mesa feminino

## Medalhistas
| Evento              | Ouro                                                   | Prata                                | Bronze                                  |
| Masculino           |                                                        |                                      |                                         |
| Individual geral    | URS Dimitri Bilozerchev                                | URS Valentin Mogilniy                | URS Vladimir Gogoladze                  |
| Solo                | URS Dimitri Bilozerchev                                | FRA Philippe Vatuone                 | FRA Laurent Barbieri                    |
| Cavalo com alças    | URS Dimitri Bilozerchev                                | HUN György Guczoghy FRG Silvio Kroll | nenhum                                  |
| Argolas             | URS Dimitri Bilozerchev                                | URS Valentin Mogilniy                | ROU Valentin Pintea                     |
| Salto sobre a mesa  | FRG Silvio Kroll                                       | URS Dimitri Bilozerchev              | HUN Zsolt Borkai                        |
| Barras paralelas    | URS Dimitri Bilozerchev                                | FRG Silvio Kroll                     | URS Vladimir Gogoladze FRG Ulf Hoffmann |
| Barra fixa          | URS Dimitri Bilozerchev HUN Zsolt Borkai               | nenhum                               | ROU Marius Gherman                      |
| Feminino            |                                                        |                                      |                                         |
| Individual geral    | URS Elena Shushunova (39.775)                          | GDR Maxi Gnauck (39.600)             | URS Oksana Omelianchik (39.525)         |
| Salto sobre a mesa  | URS Elena Shushunova (19,975)                          | ROU Ecaterina Szabo (19,900)         | GDR Dagmar Kersten (19,875)             |
| Barras assimétricas | GDR Maxi Gnauck (19,925) URS Elena Shushunova (19,925) | nenhum                               | URS Oksana Omelianchik (19,825)         |
| Trave               | URS Oksana Omelianchik (19,800)                        | TCH Hana Ricna (19,775)              | URS Elena Shushunova (19,750)           |
| Solo                | URS Elena Shushunova (19,950)                          | URS Oksana Omelianchik (19,900)      | ROU Daniela Silivas (19,750)            |

## Quadro de medalhas
| Ordem | País               | Medalha de ouro | Medalha de prata | Medalha de bronze |    |
| ----- | ------------------ | --------------- | ---------------- | ----------------- | -- |
| 1     | União Soviética    | 11              | 4                | 5                 | 20 |
| 2     | Alemanha Ocidental | 1               | 2                | 1                 | 4  |
| 3     | Alemanha Oriental  | 1               | 1                | 1                 | 3  |
| 4     | Roménia            |                 | 1                | 4                 | 5  |
| 5     | França             |                 | 1                | 1                 | 2  |
| 5     | Hungria            |                 | 1                | 1                 | 2  |
| 7     | Checoslováquia     |                 | 1                |                   | 1  |
| TOTAL | TOTAL              | 13              | 11               | 13                | 37 |